# 大和田美帆
大和田 美帆（おおわだ みほ、1983年〈昭和58年〉8月22日 - ）は、日本の女優、タレントである。東京都出身。所属は、スタッフ・プラス → フリー。

## 来歴
東洋英和女学院中学部・高等部、日本大学芸術学部映画学科卒業。身長157cm。
高校在学中からミュージカルに傾倒しており、2003年（平成15年）の舞台『PURE LOVE』への出演で女優デビューした。
2006年（平成18年）からは、スポーツクラブ 『ジェクサー』のイメージモデルも務めている。
2021年3月31日をもって所属事務所スタッフ・プラスを離れ、フリーとなった。

## 人物
2014年6月6日、高校時代から友人だった同い年の一般男性と結婚。
2015年9月13日、第1子女児を出産。
2017年1月、出産・育児、両親への思いを綴ったエッセイ集「ワガコ」（新潮社）が発売。
2018年12月31日、離婚を明らかにする。

## 家族
父は俳優の大和田獏。母は女優の岡江久美子。一人っ子。伯父は俳優の大和田伸也。女優・五大路子は義理の伯母（伯父・伸也の妻）。俳優・大和田悠太、大和田健介とは従兄弟にあたる。
2010年9月27日、TBSの『芸能人カラオケ年の差グランプリ!!見せる聞かせる名曲ギャップショー』では 伯父・伸也と共演込みで対戦、父・獏がサプライズゲストで登場。3人の共演はテレビでは初となった。

## 出演

### テレビドラマ
- 水曜プレミア お母さん、もっと生きたかった（2004年8月18日、TBS）
- 土曜ワイド劇場（テレビ朝日）
  - 牟田刑事官事件ファイル32（2005年4月30日） - 北川佐智子 役
  - 新・警視庁女性捜査班2（2007年11月3日） - 松本桃 役
  - 超高層ホテルウーマンvs女ガードマン（2007年12月1日） - 篠ノ宮薫 役
  - デパート仕掛け人!天王寺珠美の殺人推理8（2015年3月21日、朝日放送） - 庄野千夏 役
- 幸せになりたい!（2005年、TBS） - 薫 役
- 鬼嫁日記 第9話（2005年、フジテレビ）
- シンデレラになりたい!（2006年3月18日、TBS） - 割藤サキ 役
- 火曜ドラマゴールド ビネツ 〜美肌の誘惑 現代エステ大奥物語〜（2006年11月21日、日本テレビ） - 中野舞 役
- さくら署の女たち 第6話（2007年、テレビ朝日） - 田代紗絵 役
- 金曜プレステージ（フジテレビ）
  - 気象予報士・大沢富士子の事件ファイル（2007年11月16日） - まり子 役
  - 警視庁三ツ星刑事・佐々木丈太郎（2009年3月20日） - 沢本いづみ 役
- 栞と紙魚子の怪奇事件簿 第5話（2008年、日本テレビ） - 仁美 役
- 月曜ゴールデン 山村美紗13回忌 狩矢警部シリーズ4 京都阿修羅王殺人事件（2008年4月14日、TBS） - 浅見奏子 役
- ヤンキー君とメガネちゃん（2010年、TBS） - 品川海里 役
- 水曜シアター9 雪冤（2010年9月29日、テレビ東京） - 沢井菜摘 役
- 水戸黄門 第43部 第10話「父と呼ばれて…・岡崎」（2011年9月12日、TBS / C.A.L） - こなつ・なつ 二役
- ドラマ特別企画 金子みすゞ物語〜みんなちがってみんないい〜（2012年7月9日、TBS） - 田辺豊々代 役
- 間違われちゃった男（2013年、フジテレビ） - ナレーション
- 歴史秘話ヒストリア 「利家とまつ 夫亡き後のドラマ〜新資料が明かす加賀百万石の苦闘〜」（2013年5月22日、NHK総合） - まつ 役（歴史ドキュメンタリー番組中の再現ドラマ）
- 黒い十人の黒木瞳III「デキる地黒の女」（2013年6月30日、NHK BSプレミアム）
- 警視庁捜査一課9係 season8 第4話（2013年7月31日、テレビ朝日） - 小杉千佳 役
- 京都地検の女 第9シリーズ 第3話（2013年8月1日、テレビ朝日） - 今西ユカリ 役
- ドラマ特別企画 居酒屋もへじ2 -あなたとわたし-（2013年8月5日、TBS） - 岸田あかり 役
- 実験刑事トトリ2 第1話（2013年10月12日、NHK総合） - 有香 役
- 松本清張 黒い福音〜国際線スチュワーデス殺人事件〜（2014年1月19日、テレビ朝日）
- 私たちがプロポーズされないのには、101の理由があってだな 第10話（2015年1月13日、LaLa TV） - みえ / まりか / 加奈子 役
- 月曜名作劇場 ヤメ判 新堂謙介 殺しの事件簿4（2016年9月5日、TBS） - 篠田彩子 役
- 相棒 season17 第13話「10億分の1」（2019年1月30日、テレビ朝日）- 中野絢子 役

### バラエティ番組ほか
- 世界ウルルン滞在記（2004年、毎日放送）
- プレイハウスディズニー （2007年10月 - 、ディズニー・チャンネル） - MCミホ 役
- 映画の達人 Filmania（2008年4月17日 - 、フジテレビ） - アシスタントMC
- 鶴瓶のスジナシ!（2012年7月31日、中部日本放送 / TBS系列）
- チョイス@病気になったとき（2016年4月9日 - 、NHK教育） - 司会
- 水曜放送シリーズ『趣味どきっ!』わたしの夜時間（2017年、NHK教育、※全8話）- レギュラー
  - 「プリンセス気分でおやすみなさい」[8]
  - 「自分をいたわりリラックス」[9]
  - 「ジメジメして寝苦しい夜は」[10]
  - 「カラダの巡りをよくするために」[11]
  - 「ココロの巡りをよくするために」[12]
  - 「無心になれるやすらぎ時間（1）」[13]
  - 「無心になれるやすらぎ時間（2）」[14]
  - 「夏冷えのカラダをリセット」[15]

### 舞台
- PURE LOVE（2003年、演出：小池修一郎）
- ファンタスティックス（2005年、演出：宮本亜門）
- 恋愛戯曲（2006年、演出：鴻上尚史）
- メモリーズ（2007年1月、演出：山田和也、シアターアプル） - 雨宮由梨香 役
- ミュージカル 阿国（2007年3月、演出：栗山民也、新橋演舞場） - お丹 役
- 寝坊な豆腐屋（2007年10月、演出：栗山民也）
- 風林火山 晴信燃ゆ（2008年4月、日生劇場） - 於琴姫 役
- 恐竜と隣人のポルカ －K/T BOUNDARY－（2008年5月、演出：後藤ひろひと、PARCO劇場他）
- 音楽劇 ガラスの仮面（2008年8月・2010年8月、演出：蜷川幸雄） - 北島マヤ 役
- 「テーブルマナー」〜週末の食卓は修羅場〜 －AGAPE store－（2009年2月、演出：G2、紀伊國屋サザンシアター 他）
- EVIL DEAD THE MUSICAL 〜死霊のはらわた〜（2009年6月 - 7月） - シェリル役
- 夢の泪（2010年5月）
- 音楽劇 ガラスの仮面〜二人のヘレン〜（2010年8月・9月、彩の国さいたま芸術劇場 他） - 北島マヤ 役
- ブロードウェイミュージカル ワンダフルタウン（2010年10月、演出：荻田浩一、青山劇場 他） - アイリーン 役
- ブロードウェイミュージカル　MY ONE AND ONLY（2012年3月、演出：ビル・バーンズ、青山劇場） - イーディス 役
- フル・モンティ（2014年1月31日 - 2月16日、東京国際フォーラム ホールC） - ジョージー 役
- アマデウス（2017年9月24日 - 10月9日、サンシャイン劇場） - コンスタンツェ 役
- 歌喜劇 市場三郎 〜グアムの恋（2018年11月7日 - 12月10日、東京：グローブ座 / 大阪：シアター・ドラマシティ）
- ミュージカル DADDY（2023年3月31日 - 4月9日、サンシャイン劇場 / 4月13日 - 4月16日、森ノ宮ピロティホール / 4月19日、本多の森ホール / 4月22日、新潟県民会館 大ホール / 4月29日、電力ホール / 5月2日 - 5月3日、ももちパレス、演出：河原雅彦） - こぶたのブルトン 役[16]
- りぼん（2025年1月11日 - 19日、本多劇場 / 1月22日、山形市民会館）[17][18]

### 映画
- 今度の日曜日に（2009年） - 伊坂美奈子 役
- 天使の恋（2009年） - 看護師 役
- ルパン三世（2014年） - ミス・ヴィー（ラター・ポーガーム / ヤーヤー・イン）の声 ※声の出演

### CM
- サンスター Ora2ブレスファインシリーズ（2008年） - CM初出演
- ネスカフェ アンバサダー（2013年）